# نگرش سیاسی محمدرضا شجریان
واکنش‌ها و گفته‌های انتقادی و سیاسیِ محمّدرضا شجریان موضوع بحث و مطالعه بوده است. او به سیاست‌های حکومت‌های ایران و نقض حقوق هنرمندان در جمهوری اسلامی ایران معترض بوده است.

## واکنش‌ها

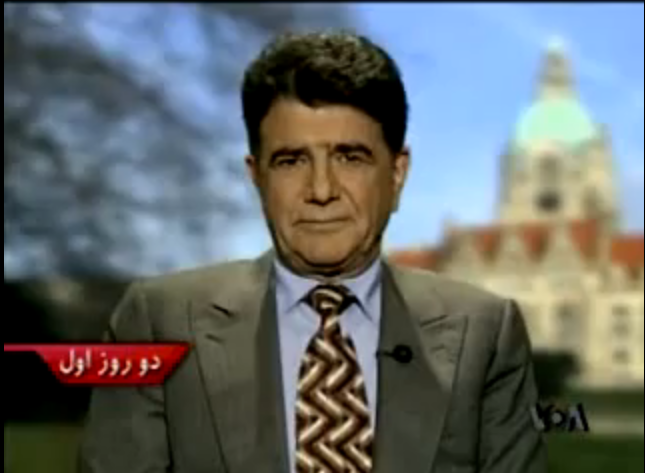
مصاحبهٔ شجریان با صدای آمریکا در سالِ ۲۰۰۹ میلادی

شجریان در همراهی با معترضانِ سالِ ۱۳۸۸ تصنیفِ «زبان آتش» («تفنگت را زمین بگذار») را خواند. وی، با اینکه می‌گفت سیاسی نیست، آثارش ناخودآگاه با سیاست گره خورده‌است.
به دلیل موضع‌گیری‌های سیاسی شجریان، در روزنامه کیهان به وی اتهاماتی، از جمله، مهره اجنبی و همکاری با دشمن، زده شد؛ با این حال، پرونده شکایت شجریان، پس از یک دهه معطل ماندن در قوه قضاییه، بی‌نتیجه، بسته شد.
او پیش‌تر نیز گفته بود که به دلیل تهدید شدن از سوی یکی از آیت‌الله‌ها به مصادره دارایی‌هایش ناگزیر شده بود که دارایی‌ها، از جمله، نوارهای آوازش را تا سه بار، جابه‌جا کند.
وی همچنین آواز «شهر یاران بود و خاک مهربانان این دیار، مهربانی کی سر آمد شهریاران چه شد؟! (آلبوم بیداد همایون)» را در اعتراض به بیداد و وضعیت سیاسی چند سال نخست انقلاب (۵۷) خوانده بود.
آلبوم سیاسی دیگر وی یعنی «آلبوم قاصدک» (جماعتی که نظر را حرام می‌گویند، نظر حرام بکردند و خون خلق حلال) از سوی وزارت ارشاد اسلامی، مجوز نگرفت و به صورت زیرزمینی منتشر شد.
پس از اعتراضات سراسری سال ۱۳۸۸ (جنبش سبز ایران)، هیچ‌یک از آوازهای وی به درخواست خودش دیگر پخش نشد.
شجریان با اینکه نامش در فهرست تجلیل در جشنواره فجر-که هر ساله به مناسبت سالگرد پیروزی انقلاب ۱۳۵۷ برگزار می‌شود-قرار گرفت، به آن جشنواره نرفت.
همایون شجریان، پسر محمد رضا شجریان در هنگام به خاک سپاری پدر، در برابر شعارهای سیاسی مردم بر ضد حکومت جمهوری اسلامی، گفت که مرگ پدرم را سیاسی نکنید، زیرا هنر فراتر از سیاست است. بعداً یکی از تحلیل‌گران سیاسی (زیباکلام) در واکنش به این صحبت گفت که علاقه و احترام مردم به استاد شجریان، [فقط] به خاطر هنر و آواز او نیست؛ بلکه به خاطر مسائل سیاسی است.

### گفته‌ها
در اعتراض به کشتار ۱۷ شهریور ۱۳۵۷ و آتش‌سوزی سینما رکس آبادان نامهٔ استعفای هوشنگ ابتهاج، محمدرضا شجریان و محمدرضا لطفی از رادیو که به خطّ شجریان تنظیم شده و درآن آمده‌است:
وقایع ناگوار اخیر ایران و واقعه تأسف بار و دلخراش در آتش سوختن بیش از چهارصد نفر در آبادان به دست آتش افروزان و همچنین کشتار مستمر که در سراسر ایران همه را عزادار ساخته‌است، دل و دماغی برای ما باقی نگذاشته که بتوانیم کنسرتی برگزار کنیم. «جز ناله‌های زار چه آرد هوای نای».
با توجه به اتفاقاتی که ۱۷ شهریور ۱۳۵۷ افتاد، کنسرت بیستم شهریور (۱۳۵۷) در مسکو با گروه شیدا را لغو می‌کنند و ۱۰ روز بعد از آن ساواک شجریان احضار می‌کند و بعد از مدتی صحبت‌های پراکنده و بی‌ربط به موضوع، از او می‌پرسید: شما چرا برای کنسرت نرفتید؟ شجریان پاسخ می‌دهد:
من هم گفتم ما هنرمندیم و جزو همین مردم هستیم. وقتی چنین اتفاقی در ۱۷ شهریور افتاده و عده‌ای کشته شده‌اند، من نمی‌توانم بروم آنجا و کنسرت بدهم. من ضبط صوت نیستم که مرا به برق بزنند و روشنم کنند و من هم بخوانم. من آدمیزادم و باید حس داشته باشم تا بروم آنجا و کنسرت بدهم. من با این شرایط نمی‌توانستم و برای همین نرفتم.
شجریان در مصاحبه‌ای در اعتراض به پخش شدن سرود «سپیده» اش برای تبلیغ ورود خمینی به ایران گفت:
"ایران ای سرای امید"، برای حالت رستاخیز در جامعه بود؛ اما بعد از چند وقت، آقای خمینی را نشان می‌دادند. من این را برای ایشان نخواندم اصلاً؛ اصلاً برای شخص نبود؛ اما دیدم ازش استفاده این‌جوری می‌شود.

همچنین در جایی دیگر، دربارهٔ ادامه ندادن همکاری‌اش با صدا و سیمای جمهوری اسلامی به دلیل فتوای خمینی دربارهٔ موسیقی نیز گفته بود:
برای کمک به رادیو و تلویزیون چیزهایی آماده کردم؛ بعد دیدم فتوا گرفته‌اند از خمینی که موسیقی مخدر است…؛ تابستان ۵۸ بود؛ گفتم خداحافظ، جای من اینجا نیست.

او دربارهٔ نتیجه اعتراضات مردم نیز گفته بود:
مردم اگر خشمگین شوند، هیچ نیرویی جلویش[ان] را نمی‌گیرد…. گذر سختی در پیش است. این دو [جمهوری اسلامی و مردم] اگر حرف هم را نشنوند، خطرناک است…؛ اما مردم، آن چیزی را که بخواهند به دست می‌آورند.

و در جای دیگری نیز در اعتراض به سرکوب مردم توسط جمهوری اسلامی گفته بود:
آدم به روی برادرش که تفنگ نمی‌کشد.

و دربارهٔ سرکوب هنر توسط جمهوری اسلامی و روحانیون گفت:
به‌طور کلی این نظام و این حکومت ذاتاً می‌خواهد همه‌چیز در اختیارش باشد. این نظام می‌خواهد همه‌چیز را به‌طور صد در صد زیر سلطه خود داشته باشد. اگر یک بخشی نخواهد که با آنها باشد همه آن بخش زیر سؤال می‌رود و می‌گویند که این‌ها مورد دارند و جلویش را می‌گیرند. اگر یک نفر پایش را از گلیم خود درازتر کند- از نظر آن‌ها - مشکلات زیادی سر راهش قرار می‌دهند. این‌ها هرگز با هنر کنار نمی‌آیند، هرگز و هرگز! همچنان که در طول ۱۴۰۰ سال با هنر کنار نیامدند. باز هم نخواهند آمد. موسیقی هم مانند خیلی از هنرها نمی‌تواند در خدمت این‌ها باشد.
شجریان در آخرین مصاحبه خود با روزنامه ایران گفته‌است: مسئول است اما سیاسی نیست؛ متعهد است اما سیاسی کار نیست.
من به عنوان کسی که در این جامعه زندگی می‌کنم، برای دل مردمم می‌خوانم. وقتی مردم دردی دارند من باید از درد دل آنها بگویم؛ و الا چه چیزی دارم بگویم؟ من باید مطابق دل شنونده ام کاری انجام دهم. اگر شنونده من خوشحال است من هم خوشحالم و موسیقی شاد ارائه می‌کنم. اگر ناراحت است مطابق حال او کار ارائه می‌دهم. من کار اجتماعی انجام می‌دهم کار سیاسی نمی‌کنم. کار من اجتماعی است و از درد اجتماع می‌گویم. گاهی به خود اجتماع باید تذکر بدهیم و بگوییم اشتباه می‌کنید؛ و گاهی دولت دارد در مورد مردم اشتباه می‌کند ما می‌گوییم که اشتباه نکن و مردم چیز دیگری می‌خواهند. این کار یک تذکر است. مثل یک روحانی که روی منبر دارد تذکری می‌دهد به مردم می‌گوید این کار را نکنید، این کار سیاسی نیست. اما اگر مردمی را دور هم جمع کنیم و حزبی تشکیل دهیم؛ وقتی یارگیری می‌کنید و می‌خواهید به قدرتی برسید و یک ایدئولوژی را پیاده کنید این می‌شود کار سیاسی. من نه یارگیری کردم، نه کنفرانس برای عده ای گذاشتم که کاری انجام دهیم. اگر این کارها را می‌کردم می‌شد سیاسی. من کاری هم که می‌کنم برای مردمانی است که با هر اعتقادی که دارند زندگی می‌کنند.

## کوشش قانون‌گذارانه
پس از مرگ شجریان عباس میلانی در تلویزیون فارسی بی‌بی‌سی ادعا کرد که متنی را از شجریان در اختیار دارد که نوعی «قانون اساسی دوره گذار» است. برخی رسانه‌های داخل ایران نوشتن این متن توسط شجریان در مقام یک موسیقی‌دان را مورد انتقاد قرار داده‌اند و در خصوص اعتبار ادعای میلانی نیز ابراز تردید کرده‌اند.